# Freisen
Freisen es un municipio del distrito de Sankt Wendel en Sarre (Alemania). En el censo estatal de 2011 tenía una población de 8 230 habitantes y una densidad de población de  171,17 personas por km².